# Анна Сибила фон Шварцбург-Рудолщат
Анна Сибила фон Шварцбург-Рудолщат (на немски: Anna Sibylle von Schwarzburg-Rudolstadt; * 14 март 1584 в Рудолщат; † 22 август 1623 в Ебелебен) от фамилията Шварцбург е графиня от Шварцбург-Рудолщат и чрез женитба графиня на Шварцбург-Зондерсхаузен.
Тя е четвъртата дъщеря на граф Албрехт VII фон Шварцбург-Рудолщат (1537 – 1605) и първата му съпруга му графиня Юлиана фон Насау-Диленбург (1546 – 1588), дъщеря на граф Вилхелм Богатия фон Насау-Диленбург, и съпругата му Юлиана фон Щолберг.

## Фамилия
Анна Сибила се омъжва на 15 ноември 1612 г. в Рудолщат за граф Христиан Гюнтер I фон Шварцбург-Зондерсхаузен (1578 – 1642). Те имат децата:
- Анна Юлиана (1613 – 1652)
- Йохан Гюнтер III (1615 – 1616)
- Кристиан Гюнтер II Благочестиви (1616 – 1666), граф на Шварцбург-Зондерсхаузен цу Арнщат, ∞ на 28 февруари 1645 г. за София Доротея фон Мьорсперг (1624 – 1685)
- Катарина Елизабет (1617 – 1701), ∞ на 23 ноември 1642 г. за Хайнрих II (Ройс-Гера-Залбург) (1602 – 1670), син на Хайнрих II Ройс-Гера
- Елеонора София (1618 – 1631)
- Антон Гюнтер I (1620 – 1666), граф на Шварцбург-Зондерсхаузен, ∞ на 29 октомври 1644 г. за пфалцграфиня Мария Магдалена фон Пфалц-Цвайбрюкен-Биркенфелд (1622 – 1689)
- Лудвиг Гюнтер II (1621 – 1681), граф на Шварцбург-Зондерсхаузен цу Ебелебен, ∞ на 25 ноември 1669 г. за Конкордия фон Сайн-Витгенщайн-Хоенщайн (1648 – 1683)
- София Елизабет (1622 – 1677)
- Клара Сабина (1623 – 1654)